# Gás traço
Gases traços são gases que estão presentes em pequenas quantidades em um ambiente como a atmosfera de um planeta. Os gases traço na atmosfera da Terra são outros gases além do nitrogênio (78,1%), oxigênio (20,9%) e argônio (0,934%) que, em combinação, compõem 99,934% de sua atmosfera (sem incluir o vapor de água).

## Mixagem e tempo de vida
A abundância geral de gases residuais produzidos pelo homem na atmosfera da Terra está crescendo. A maioria se origina da atividade industrial no hemisfério norte, mais populoso. Dados de séries temporais de estações de medição em todo o mundo indicam que normalmente leva de um a dois anos para que suas concentrações se tornem bem misturadas em toda a troposfera.
O tempo de residência de um gás traço depende da abundância e taxa de remoção. A relação de Junge (empírica) descreve a relação entre flutuações de concentração e tempo de residência de um gás na atmosfera. Pode ser expresso como fc = b/τr, onde fc é o coeficiente de variação, τr é o tempo de residência em anos e b é uma constante empírica, que Junge originalmente deu como 0,14 anos. À medida que o tempo de residência aumenta, a variabilidade da concentração diminui. Isso implica que os gases mais reativos têm a maior variabilidade de concentração por causa de seus tempos de vida mais curtos. Em contraste, gases mais inertes são invariáveis e têm vida útil mais longa. Quando medida longe de suas fontes e sequestros, a relação pode ser usada para estimar os tempos de residência troposférica dos gases.